# Tetraglochin
Tetraglochin là một chi thực vật có hoa trong họ Hoa hồng.